# アントワン式
アントワン式（アントワンしき、英: Antoine equation）は、1888年に提案された蒸気圧に関する実験式である。
アントワン式は蒸気圧p、温度Tとすると、
{\displaystyle \log _{10}p=A-{\frac {B}{T+C}}}
A、B、Cは物質と蒸気圧と温度の単位に依存する定数であり、アントワン定数という。例えば、水においてはpの単位としてmmHg、Tの単位としてセルシウス度をとると、A = 8.02754、B = 1705.616、C = 231.405となる。
蒸気圧を表す理論的な式としては、クラウジウス-クラペイロンの式がある。しかし、この式にはいくつかの仮定があるため、実測値との一致はよくない。そのため、実際的な応用には、パラメータの少ない単純な式で、比較的広い範囲の蒸気圧を良く表せるアントワン式がよく使用される。